# Macrosteles symphorosus
Macrosteles symphorosus är en insektsart som beskrevs av Yang. Macrosteles symphorosus ingår i släktet Macrosteles och familjen dvärgstritar. Inga underarter finns listade i Catalogue of Life.